# 铁木儿塔识
铁木儿塔识（1302年—1347年），字九龄，康里人，又译帖睦尔达世、帖木尔达识、帖木儿达失（塔识）、铁木儿达识。元朝大臣，元顺帝时中书左丞相。曾祖父是康里王族乞失里，曾祖母苫灭古麻里氏，父亲康里脱脱。
铁木儿塔识年轻时入国子学，后事元明宗于藩邸。元文宗时，历任同知都护府事、礼部尚书、参议中书省事、陕西行台侍御史、奎章阁侍书学士、大都留守、同知枢密院事等职。元顺帝至元六年（1340年），拜中书右丞，至正元年（1341年），升平章政事。他赞辅顺帝理政，谏以治道。建议在和林（今蒙古国哈拉和林）储米百万斛以供岭北酷寒之地的边饷。又减免江浙行省盐额年十三万引。至正二年（1342年）高丽国奏称，有日本商人100多人遇风飘流到高丽，铁木儿塔识说：“间谍在敌国之间是历来有之的，现在天下统一，国力强盛，有什么好刺探的？如果有，恰恰可以让他好好地看看中国的强盛，回去告诉国王，使其学习我们。”至正五年（1345年），任御史大夫，建言废除大臣获罪株及妻孥族里之刑。奏请出赃罚钞籴米万石，赈济京城近畿饥民。他对伊、洛诸儒的书，深有研究。参预修《宋史》、《辽史》、《金史》三史，任总裁官。铁木儿塔识又下令分漕运来的粮食40万石置于沿运河两岸各处的官仓，以备饥荒之年。又曾遣官坐市肆，打击贪民利用购买民众赋筹获取高利的活动。至正六年（1346年），任平章政事，建议恢复科举，征用贤才。至正七年（1347年），任左丞相，修饰纲纪，置仓备荒，兴办国学。后得暴病去世，追封为冀宁王，赠右丞相，谥号文忠。

## 延伸阅读
[在维基数据编辑]
 《元史·卷140》，出自宋濂《元史》
 《新元史/卷200》，出自柯劭忞《新元史》